# عبد الحليم بن سماية
عبد الحليم بن سماية عالم دين وشاعر جزائري ولد سنة 1866م وتوفي سنة 1933م ودفن في مقبرة سيدي عبد الرحمان الثعالبي. كان من أشد الناقمين على الاستعمار الفرنسي, عمل صحفيا في عدد من الصحف الجزائرية والتونسية; له عدة كتب في الفقه والفلسفة والتصوف لكنها كلها مفقودة أشاد به كثيرا الشيخ محمد عبده في زيارته للجزائر سنة 1903م أصيب بالجنون في آخر أيامه حيث إتخذ فرسا أبيضا وسيفا وعمامة وعين نفسه باشا الجزائر أي حاكما عثمانيا مما يدل على كرهه الشديد للفرنسيين وذكر الدكتور أحمد توفيق المدني أنه لقيه على هيئته هذه وهو على فرسه فطلب منه أن يعلمه شيئا من علم المنطق فقال له الشيخ خذ ورقة وقلم وأملى عليه كما قال خلاصة وافية لعلم المنطق حتى تعب وتوقف من الكتابة بعدما تجاوز العشر صفحات.